# Интегральное уравнение Вольтерры
Интегра́льное уравне́ние Вольте́рры (распространено также написание интегральное уравнение Вольтерра́) — специальный тип интегральных уравнений. Предложены итальянским математиком Вито Вольте́ррой, а затем изучались Траяном Лалеску в работе Sur les équations de Volterra, написанной в 1908 году под руководством Эмиля Пикара. В 1911 году Лалеску написал первую книгу об интегральных уравнениях. Уравнения находят применение в демографии, изучении вязко-упругих материалов, в страховой математике через уравнение восстановления.
Данные уравнения делятся на два типа.
Линейное уравнение Вольтерры первого рода:
{\displaystyle f(t)=\int _{a}^{t}K(t,s)\,x(s)\,ds},
где {\displaystyle f} — заданная функция, {\displaystyle x} — неизвестная функция.
Линейное уравнение Вольтерры второго рода:
{\displaystyle x(t)=f(t)+\int _{a}^{t}K(t,s)x(s)\,ds}.
В теории операторов и в теории Фредгольма соответствующие уравнения называются оператором Вольтерры.
Функция {\displaystyle K} в интеграле часто называется ядром. Такие уравнения могут быть проанализированы и решены с помощью метода Лапласа.

## Уравнения с однородным ядром

### Первого рода
{\displaystyle f(t)=\int _{0}^{t}K(t-s)\,x(s)\,ds}
Решение основано на преобразовании Лапласа. Производя преобразование Лапласа обеих частей уравнения и обозначая его тильдой:
{\displaystyle {\tilde {f}}(p)={\tilde {K}}(p){\tilde {x}}(p)}
Таким образом,
{\displaystyle {\tilde {x}}(p)={\frac {{\tilde {f}}(p)}{{\tilde {K}}(p)}}}
Если при {\displaystyle t\to 0} функции {\displaystyle K(t),f(t)} стремятся к {\displaystyle K_{0},f_{0}} соответственно, то при больших {\displaystyle p} функция {\displaystyle {\tilde {x}}\to f_{0}/K_{0}}. Это означает наличие {\displaystyle \delta }-функционного вклада, который следует вынести. Таким образом, решение имеет вид
{\displaystyle x(t)={\frac {f_{0}}{K_{0}}}\delta (t)+\int _{c-i\infty }^{c+i\infty }{\frac {dp}{2\pi i}}e^{pt}\left({\frac {{\tilde {f}}(p)}{{\tilde {K}}(t)}}-{\frac {f_{0}}{K_{0}}}\right)}

### Второго рода
{\displaystyle f(t)=x(t)+\int _{a}^{t}K(t-s)x(s)\,ds}
Аналогичные рассуждения приводят к тому, что
{\displaystyle {\tilde {x}}(p)={\frac {{\tilde {f}}(p)}{1+{\tilde {K}}(p)}}}
Здесь уже случая неопределённости не возникает и
{\displaystyle x(t)=\int _{c-i\infty }^{c+i\infty }{\frac {dp}{2\pi i}}e^{pt}\left({\frac {{\tilde {f}}(p)}{1+{\tilde {K}}(t)}}\right)}